# Mousinho Island
Mousinho Island ist eine teilweise vereiste und bis zu 235 m hohe Insel vor der Küste des ostantarktischen Mac-Robertson-Lands. Sie liegt 3 km vor dem südlichen Ende von Gillock Island inmitten des Amery-Schelfeises.
Luftaufnahmen der US-amerikanischen Operation Highjump (1946–1947) und der Australian National Antarctic Research Expeditions (ANARE) aus dem Jahr 1958 dienten ihrer Kartierung. Erstmals besucht wurde sie im Januar 1969 von einer ANARE-Mannschaft unter der Leitung von John Manning (* 1937) zur Erkundung der Prince Charles Mountains. Das Antarctic Names Committee of Australia benannte sie nach Anthony L. Mousinho, Pilot einer de Havilland Canada DHC-2 Beaver im Dienst dieser Mannschaft.